# Tanto amor
Tanto amor est une telenovela mexicaine diffusée en 2015 sur Azteca 13.

## Synopsis
La telenovela raconte l'histoire de Mía González (Melissa Barrera), une humble cuisinière avec de grands rêves qui tombe amoureuse de Leonardo Lombardo (Leonardo García), homme réservé qui ne sait pas montrer ses sentiments...

## Distribution

### Acteurs principaux
- Melissa Barrera : Mía González Martínez
- Leonardo García : Alberto Lombardo Iturbide
- Arap Bethke : Bruno Lombardo Iturbide
- Rossana Nájera : Oriana "La Brava" Roldán Hernández (†)
- Andrea Noli : Carolina Méndez de Lombardo
- Aura Cristina Geithner : Altagracia Hernández vda. de Roldán
- Matías Novoa : David Roldán Hernández (†)
- Ofelia Medina : Silvia Iturbide vda. de Lombardo (†)

### Acteurs secondaires
- Omar Fierro : Jesús Roldán (†)
- Sergio Klainer : Don Óscar Lombardo (†)
- María José Magán : Teresa Lombardo Iturbide
- Jorge Luis Velázquez : Antonio "Tony" García/Edson Figueroa (†)
- Adianez Hernández : Noelia González Martínez
- Miri Higareda : María "Mary" González Martínez
- Ramiro Huerta : Miguel Santana
- Juan Vidal : Rafael Lombardo
- Ana Karina Guevara : Doña Francisca Martínez (†)
- Hugo Catalán : Eloy Pérez
- Germán Valdés : René Lombardo Méndez
- Eva Prado : Yolanda Pérez
- Valeria Galviz : Amaranta
- Andrea Carreiro : Brisa Lombardo
- Alexis Meanas : Santiago Lombardo
- Christian Wolff : Jaime
- Thalía Gómez : Paty
- Marco de la O : Raúl
- Valeria Lorduguín : Jazmín
- Alan Castillo : Tavo

## Diffusion internationale
- Azteca 13
- Azteca América